# Komorowo (powiat gnieźnieński)
Komorowo (niem. Deutschtal) – wieś w Polsce położona w województwie wielkopolskim, w powiecie gnieźnieńskim, w gminie Kłecko.
Komorowo znane było już w 1357 roku i należało wówczas do Kapituły gnieźnieńskiej. W 1520 r. wieś oddawała dziesięcinę do Waliszewa, wzmiankowana również w 1580 roku. Pod koniec XVI wieku leżała w powiecie gnieźnieńskim województwa kaliskiego. W latach 80. XIX w. Komorowo liczyło 157 mieszkańców. W latach 1975–1998 miejscowość należała administracyjnie do województwa poznańskiego.
Podczas germanizacji nazewnictwa na obszarze zaboru pruskiego, Niemcy zastąpili dotychczasową nazwę Komorowo formą Deutschtal. Nazwa ta obowiązywała w okresie 1906–1908 i podczas okupacji niemieckiej do stycznia 1945.